# Frederick Shero
Pour les articles homonymes, voir Shero.
Temple de la renommée : 2013
Frederick Alexander Shero, dit Fred Shero, (né le 23 octobre 1925 à Winnipeg, dans la province du Manitoba au Canada — mort le 24 novembre 1990 à Camden, dans l'état du New Jersey aux États-Unis) est un joueur professionnel et entraîneur de hockey sur glace.

## Biographie

### Carrière de joueur
Devenant joueur professionnel en 1943, Fred Shero dispute les trois saisons suivantes principalement avec les Rovers de New York, club de la Eastern Hockey League. Après une saison passée avec les Saints de Saint Paul de la United States Hockey League, il rejoint l'organisation des Rangers de New York et reste avec ces derniers durant trois saisons avant de se joindre à la Ligue américaine de hockey en 1950.
Il reste dans cette ligue durant cinq saisons, évoluant principalement avec les Barons de Cleveland, puis s'aligne pour deux saisons avec les Warriors de Winnipeg de la Western Hockey League. Il se joint aux Cataractes de Shawinigan pour une saison avant de se retirer de la compétition en tant que joueur en 1958.

### Carrière d'entraîneur
Shero ne reste pas longtemps loin de la compétition, acceptant à l'été 1958 le poste d'entraîneur-chef des Canucks de Moose Jaw de la Ligue de hockey junior de la Saskatchewan. L'équipe connait alors une mauvaise saison et ne réussit à récolter que onze victoires en 48 rencontres ; au terme de cette décevante saison, l'entraîneur est renvoyé.
Approché pour diriger les Saints de Saint Paul de la Ligue internationale de hockey, il mène ceux-ci au championnat de la Coupe Turner dès sa première saison à la barre de l'équipe. Shero reste avec eux durant deux autres saisons avant de prendre les commandes des Rangers de Saint Paul de la Ligue centrale professionnelle de hockey pour une saison ; il mène alors les Rangers à la finale de la ligue.
Après trois années d'inactivité, il est appelé à remplacer Fred Hunt à la barre des Bisons de Buffalo de la Ligue américaine de hockey durant la saison 1967-1968 et après avoir vu l'équipe s'incliner au premier tour des séries en 1969, il décroche en 1970 la Coupe Calder remise à l'équipe championne des séries éliminatoires dans la LAH. Shero obtient également au terme de cette saison le trophée Louis-A.-R.-Pieri remis à l'entraîneur par excellence du circuit.
Malgré ce championnat, il quitte le club pour rejoindre la Ligue centrale de hockey la saison suivante et mène les Knights d'Omaha au grand honneur de la ligue. Après ces deux saisons de gloire, il obtient la possibilité de diriger dans la Ligue nationale de hockey lorsque les Flyers de Philadelphie lui offrent le poste d'entraîneur de l'équipe en 1970.
Après une première saison difficile où l'équipe se voit être exclue des séries, Shero mène les Broad Street Bullies à deux conquêtes consécutives de la Coupe Stanley en 1974 et 1975. Les Flyers retournent en finale de la coupe Stanley en 1976, mais doivent s'incliner devant les Canadiens de Montréal.
Voyant les Flyers s'incliner au troisième tour des séries au cours des deux saisons suivantes, Fred Shero perd son poste à l'été 1978. Moins de deux semaines après son congédiement, il décroche le poste d'entraîneur-chef et directeur général des Rangers de New York et aide ceux-ci à accéder à la finale de la Coupe Stanley dès sa première saison à la barre de l'équipe. Les Rangers s'inclinent cependant lors de cette finale remporté par les Canadiens. Après vingt parties disputées lors de la saison 1980-1981, l'équipe n'ayant alors cumulé que quatre victoires, Shero est congédié à nouveau.
Le vétéran entraîneur devient par la suite analyste à la radio pour les Devils du New Jersey, puis retourne avec les Flyers en 1990, agissant alors comme représentant de l'équipe auprès de la communauté.
Souffrant d'un cancer, il meurt le 24 novembre 1990 à l'âge de 65 ans, dans sa résidence de Camden au New Jersey.

## Statistiques
| Saison     | Équipe                   | Ligue      |     | Saison régulière | Saison régulière | Saison régulière | Saison régulière | Saison régulière |   | Séries éliminatoires | Séries éliminatoires | Séries éliminatoires | Séries éliminatoires | Séries éliminatoires |
| Saison     | Équipe                   | Ligue      | PJ  | B                | A                | Pts              | Pun              | PJ               | B | A                    | Pts                  | Pun                  |                      |                      |
| 1942-1943  | Monarchs de St. James    | LHJM       | 16  | 3                | 3                | 6                | 2                | 4                | 1 | 1                    | 2                    | 2                    |                      |                      |
| 1943-1944  | Rovers de New York       | EHL        | 15  | 5                | 7                | 12               | 6                |                  |   |                      |                      |                      |                      |                      |
| 1943-1944  | Crescents de Brooklyn    | EHL        | 29  | 11               | 14               | 25               | 7                | 10               | 2 | 5                    | 7                    | 8                    |                      |                      |
| 1944-1945  | Navy de Port Arthur      | LHJTB      | 1   | 0                | 0                | 0                | 2                |                  |   |                      |                      |                      |                      |                      |
| 1944-1945  | Rangers de Winnipeg      | LHJM       | 2   | 0                | 5                | 5                | 0                | 3                | 1 | 1                    | 2                    | 8                    |                      |                      |
| 1944-1945  | Navy de Winnipeg         | WNDHL      | 15  | 5                | 8                | 13               | 16               | 6                | 2 | 2                    | 4                    | 4                    |                      |                      |
| 1945-1946  | Rovers de New York       | EHL        | 30  | 10               | 15               | 25               | 20               | 12               | 2 | 5                    | 7                    | 8                    |                      |                      |
| 1946-1947  | Ramblers de New Haven    | LAH        | 3   | 0                | 0                | 0                | 6                |                  |   |                      |                      |                      |                      |                      |
| 1946-1947  | Rovers de New York       | EHL        | 46  | 9                | 22               | 31               | 44               | 9                | 1 | 3                    | 4                    | 25                   |                      |                      |
| 1947-1948  | Saints de Saint Paul     | USHL       | 40  | 9                | 14               | 23               | 20               |                  |   |                      |                      |                      |                      |                      |
| 1947-1948  | Rangers de New York      | LNH        | 19  | 1                | 0                | 1                | 2                | 6                | 0 | 1                    | 1                    | 6                    |                      |                      |
| 1948-1949  | Rangers de New York      | LNH        | 59  | 3                | 6                | 9                | 64               |                  |   |                      |                      |                      |                      |                      |
| 1949-1950  | Rangers de New York      | LNH        | 67  | 2                | 8                | 10               | 71               | 7                | 0 | 1                    | 1                    | 2                    |                      |                      |
| 1949-1950  | Ramblers de New Haven    | LAH        | 2   | 1                | 0                | 1                | 0                |                  |   |                      |                      |                      |                      |                      |
| 1950-1951  | Mohawks de Cincinnati    | LAH        | 65  | 5                | 17               | 22               | 94               |                  |   |                      |                      |                      |                      |                      |
| 1951-1952  | Barons de Cleveland      | LAH        | 15  | 2                | 2                | 4                | 10               | 3                | 0 | 1                    | 1                    | 2                    |                      |                      |
| 1951-1952  | Ironmen de Seattle       | LCPH       | 43  | 1                | 16               | 17               | 46               |                  |   |                      |                      |                      |                      |                      |
| 1952-1953  | Barons de Cleveland      | LAH        | 64  | 4                | 14               | 18               | 54               | 9                | 2 | 1                    | 3                    | 16                   |                      |                      |
| 1953-1954  | Barons de Cleveland      | LAH        | 69  | 21               | 32               | 53               | 95               | 9                | 2 | 3                    | 5                    | 16                   |                      |                      |
| 1954-1955  | Barons de Cleveland      | LAH        | 37  | 8                | 14               | 22               | 54               |                  |   |                      |                      |                      |                      |                      |
| 1955-1956  | Warriors de Winnipeg     | WHL        | 59  | 8                | 24               | 32               | 99               | 6                | 0 | 2                    | 2                    | 8                    |                      |                      |
| 1955-1956  | Warriors de Winnipeg     | Ed-cup     |     |                  |                  |                  |                  | 6                | 0 | 2                    | 2                    | 12                   |                      |                      |
| 1956-1957  | Warriors de Winnipeg     | WHL        | 66  | 8                | 24               | 32               | 52               |                  |   |                      |                      |                      |                      |                      |
| 1957-1958  | Cataractes de Shawinigan | LHQ        | 48  | 1                | 5                | 6                | 50               | 4                | 0 | 1                    | 1                    | 10                   |                      |                      |
| Totaux LNH | Totaux LNH               | Totaux LNH | 145 | 6                | 14               | 20               | 137              | 13               | 0 | 2                    | 2                    | 8                    |                      |                      |

### Statistiques d'entraîneur
| Saison    | Équipe                 | Ligue |    | PJ | V  | D  | N                            |  | Séries éliminatoires |
| 1958-1959 | Canucks de Moose Jaw   | LHJS  | 48 | 11 | 36 | 1  | --                           |  |                      |
| 1959-1960 | Saints de Saint Paul   | LIH   | 68 | 41 | 21 | 6  | Champion de la Coupe Turner  |  |                      |
| 1960-1961 | Saints de Saint Paul   | LIH   | 72 | 46 | 22 | 4  | --                           |  |                      |
| 1962-1963 | Saints de Saint Paul   | LIH   | 70 | 23 | 44 | 3  | Hors des séries              |  |                      |
| 1963-1964 | Rangers de Saint Paul  | LCPH  | 72 | 38 | 30 | 4  | Défaite en finale            |  |                      |
| 1967-1968 | Bisons de Buffalo      | LAH   |    |    |    |    | --                           |  |                      |
| 1968-1969 | Bisons de Buffalo      | LAH   | 74 | 41 | 18 | 15 | Défaite au 1er tour          |  |                      |
| 1969-1970 | Bisons de Buffalo      | LAH   | 72 | 40 | 17 | 15 | Champion de la Coupe Calder  |  |                      |
| 1970-1971 | Knights d'Omaha        | LCH   | 72 | 45 | 16 | 11 | Champion                     |  |                      |
| 1971-1972 | Flyers de Philadelphie | LNH   | 78 | 26 | 38 | 14 | Hors des séries              |  |                      |
| 1972-1973 | Flyers de Philadelphie | LNH   | 78 | 37 | 30 | 11 | Défaite au 2e tour           |  |                      |
| 1973-1974 | Flyers de Philadelphie | LNH   | 78 | 50 | 16 | 12 | Champion de la Coupe Stanley |  |                      |
| 1974-1975 | Flyers de Philadelphie | LNH   | 80 | 51 | 18 | 11 | Champion de la Coupe Stanley |  |                      |
| 1975-1976 | Flyers de Philadelphie | LNH   | 80 | 51 | 13 | 16 | Défaite en finale            |  |                      |
| 1976-1977 | Flyers de Philadelphie | LNH   | 80 | 48 | 16 | 16 | Défaite au 3e tour           |  |                      |
| 1977-1978 | Flyers de Philadelphie | LNH   | 80 | 45 | 20 | 15 | Défaite au 3e tour           |  |                      |
| 1978-1979 | Rangers de New York    | LNH   | 80 | 40 | 29 | 11 | Défaite en finale            |  |                      |
| 1979-1980 | Rangers de New York    | LNH   | 80 | 38 | 32 | 10 | Défaite au 2e tour           |  |                      |
| 1980-1981 | Rangers de New York    | LNH   | 20 | 4  | 13 | 3  | --                           |  |                      |

## Honneurs et trophées

### En tant que joueur
- Eastern Hockey League
  - Nommé dans la première équipe d'étoiles en 1947.
- Ligue américaine de hockey
  - Nommé dans la deuxième équipe d'étoiles en 1954.

### En tant qu'entraîneur
- Ligue américaine de hockey
- Récipiendaire du trophée Louis-A.-R.-Pieri remis à l'entraîneur par excellence en 1970.
- Ligue centrale de hockey
  - Récipiendaire du trophée Jake-Milford remis à l'entraîneur par excellence en 1971.
- Ligue nationale de hockey
  - Récipiendaire du trophée Jack-Adams remis à l'entraîneur par excellence en 1974.
  - Récipiendaire du trophée Lester-Patrick remis aux personnalités ayant aidé au développement du hockey aux États-Unis en 1980.

## Transactions en carrière
- 14 mai 1951 : échangé par les Rangers de New York avec Ed Reigle, Jackie Gordon, Fern Perreault et une somme d'argent aux Barons de Cleveland en retour de Hy Buller et de Wally Hergesheimer.

## Parenté dans le sport
Son fils Ray Shero est nommé directeur-général des Penguins de Pittsburgh en 2006.